# Howards End
Howards End – powieść społeczno-obyczajowa z 1910 brytyjskiego autora E.M. Forstera. 
Książkę w Polsce wydało po raz pierwszy wydawnictwo Czytelnik w 1977 w tłumaczeniu Ewy Krasińskiej pod tytułem Domostwo pani Wilcox. Potem była kilkakrotnie wznawiana, także przez inne wydawnictwa pod tytułami Howards End lub Powrót do Howards End.
W 1998 wydawnictwo Modern Library umieściło powieść na 38. miejscu na liście 100 najlepszych powieści anglojęzycznych XX wieku.
Powieść Zadie Smith O pięknie inspirowana jest powieścią Howards End i jest swoistym hołdem dla E.M. Forstera.

## Treść
Anglia, przełom XIX i XX w. Powieść przedstawia zmieniający się układ podziałów społecznych i klasowych przez pryzmat trzech rodzin: intelektualnych idealistów Schlegelów, bogatych biznesmenów Wilcoxów i Bastów z klasy robotniczej. 
Dobrze sytuowane intelektualistki, siostry Schlegel, Margaret i Helen, poznają bogatą rodzinę Wicoxów, biznesmenów robiących fortunę w koloniach brytyjskich. Wilcoxowie hołdują tradycyjnym wartościom wiktoriańskim, nie zwracając większej uwagi na uczucia. Natomiast panny Schlegel interesują się kulturą i sztuką i są wrażliwe na krzywdę ludzką, niespecjalnie zaś zależy im na dobrach materialnych. Rodziny więcej dzieli niż łączy, ale kontakty zacieśniają się dzięki pani Wilcox, która nieoczekiwanie zaprzyjaźnia się ze starszą z sióstr, Margaret. Pani Wilcox wkrótce umiera, zapisując Margaret Schlegel swój posag - posiadłość Howards End. Rodzina Wilcoxów ignoruje to polecenie, ale owdowiały Henry Wilcox za to oświadcza się Margaret i zostaje przyjęty. Jeszcze przed ślubem dochodzi do dramatycznych wydarzeń, które na zawsze odmieniają losy obu rodzin. Przez niezamierzone działania panien Schlegel pozbawiony pracy zostaje, poznany przypadkiem, ubogi urzędnik, Leonard Bast. Helen Schlegel obwinia o to Henry’ego Wilcoxa i doprowadza do konfrontacji. W efekcie Bast nic nie zyskuje, ale nadszarpnięte zostaje zaufanie między przyszłymi małżonkami. Tej samej nocy Helen zachodzi w ciążę z Leonardem i ucieka z Anglii. Bast wiedzie życie naciągacza, a gdy zjawia się w Howards End, by dokonać aktu skruchy, zostaje zaatakowany przez Charlesa, starszego syna Wilcoxów i nieszczęśliwie ginie. Tragedia upokarza dumnych Wilcoxów i mocno odkształca stosunki rodzinne. Charles trafia do więzienia, Henry przeżywa załamanie, a Helen z dzieckiem zostaje w majątku. Howards End w końcu trafia w ręce Margaret.

Powieść Howards End jest poświęcona wieczystemu według Forstera konfliktowi, jaki istnieje między rozwijającym indywidualność życiem umysłowym i duchowym a życiem praktycznym, zarobkowym, które przytłacza rozwój jednostki.

## Adaptacje
Książka była kilkakrotnie ekranizowana. W 1970 stacja BBC zrealizowała film telewizyjny w cyklu „Play of the Month” w reżyserii Donalda McWhinnie, w obsadzie znaleźli się m.in.: Leo Genn, Rachel Kempson, Glenda Jackson i Sarah-Jane Gwillim. 
W 1992 grupa producencka Merchant Ivory Productions zekranizowała powieść w reżyserii Jamesa Ivory’ego w gwiazdorskiej obsadzie, w rolach głównych wystąpili: Emma Thompson, Anthony Hopkins, Vanessa Redgrave i Helena Bonham Carter. Film, dystrybuowany w Polsce pod tytułem Powrót do Howards End, otrzymał trzy Oscary, w tym dla Emmy Thompson za główną rolę kobiecą i dwie nagrody BAFTA, w tym za najlepszy film. 
W 2017 w koprodukcji brytyjsko-amerykańskiej (BBC One i Starz) zrealizowano czteroodcinkowy miniserial Howards End w reżyserii Hettie MacDonald, autorem zdjęć jest polski operator Wojciech Szepel. W rolach głównych wystąpili m.in.: Hayley Atwell, Matthew Macfadyen, Tracey Ullman, Julia Ormond i Philippa Coulthard. 